# ブラディオン
ブラディオン (bradyon) は、光速より速く運動しない素粒子である。ブラディオンは、ターディオン (tardyon) またはイッチオン (ittyon) とも呼ばれる。質量を持つ全ての粒子はブラディオンである。

## 語源
“ブラディオン”という言葉は、超光速で運動する仮説上の粒子である"タキオン"という言葉の対比として作られた。物理学の領域でも広くは使われておらず、後述の"ルクソン"とともに、タキオンを議論する文脈においてのみ用いられる。

## 質量と運動速度
ブラディオンはすべて実数の不変質量 (静止質量) を持つ。一方、ルクソンの不変質量はすべてゼロである。タキオンは、仮説上は虚数の不変質量を持つ。タキオンが存在しない場合、“ブラディオン”は、“質量を持つ粒子” (massive particle) と同義語となる。
タキオンは超光速、ルクソンは光速で運動するが、ブラディオンは光速を越えて運動できない。